# Idasee
Der Idasee in Ostrhauderfehn in Ostfriesland ist ein rund zehn Hektar großer Baggersee, der durch die Sandentnahme zur Herstellung der Bundesstraße 72 entstanden ist.
Freizeitmöglichkeiten:
- Baden
- Angeln
- Wasserski
- Wanderweg um den See
- Kinderspielplatz
- Campingplatz
- Hundeauslauf

Die Wasserwerte werden in den Sommermonaten regelmäßig vom Gesundheitsamt überprüft und die Messwerte am Idasee ausgehängt. Die Grenzwerte werden deutlich unterschritten. Das Wasser ist also von bester Qualität.
2003 wurde die Wasserskiseilbahn am Idasee in Betrieb genommen. Im Jahr 2008 wurde hier ein neuer Wakeboardfunpark erbaut.